# 야마카와정 (후쿠오카현)
야마카와정(山川町)은 후쿠오카현 남부에 위치했던 정이였다. 2007년 1월 29일에 인접했던 야마토군 세타카정, 미이케군 다카타정과 합병에 의해 미야마정이 되어 소멸하였다.
구 3개의 정은 당초 2005년 3월 22일을 합병일로 정하고 신시 명칭을 '미야마시'로 정하고 2004년 6월 27일 합병 협정서에 서명했으나, 다카타정 의회가 두 차례에 걸쳐 합병 관련 안건을 부결시키면서 같은 해 9월 30일 합병협의회는 일단 해산하였다. 그러나 이후 주민소환에 따라 실시된 다카타 정의원 선거에서 합병 추진파가 반대파를 앞지르면서 2005년 10월 1일, 3개 마을의 합병협의회가 다시 설치되었다. 그리고 2006년 3월 11일 합병 협정서에 서명하고, 각 정 의회와 후쿠오카현 의회의 의결을 거쳐 같은 해 7월 13일 총무부 장관이 관보에 고시했다.

## 지리
후쿠오카현 남부에 위치하며, 마을의 남쪽 경계는 구마모토현과 경계를 이루고 있다.

## 역사
- 1907년 1월 1일 - 마테코시촌, 도미하라촌, 짓카이촌, 미도리촌의 일부가 합병해 야마카와촌이 탄생하였다.
- 1969년 4월 1일 - 정으로 승격해 야마카와정이 되었다.
- 2007년 1월 29일 - 야마토군 세타카정, 미이케군 다카타정과 합병해 미야마시가 되었다.

## 교통

### 도로
- 규슈 자동차도
- 국도 443호선